# Birgitta Haukdal

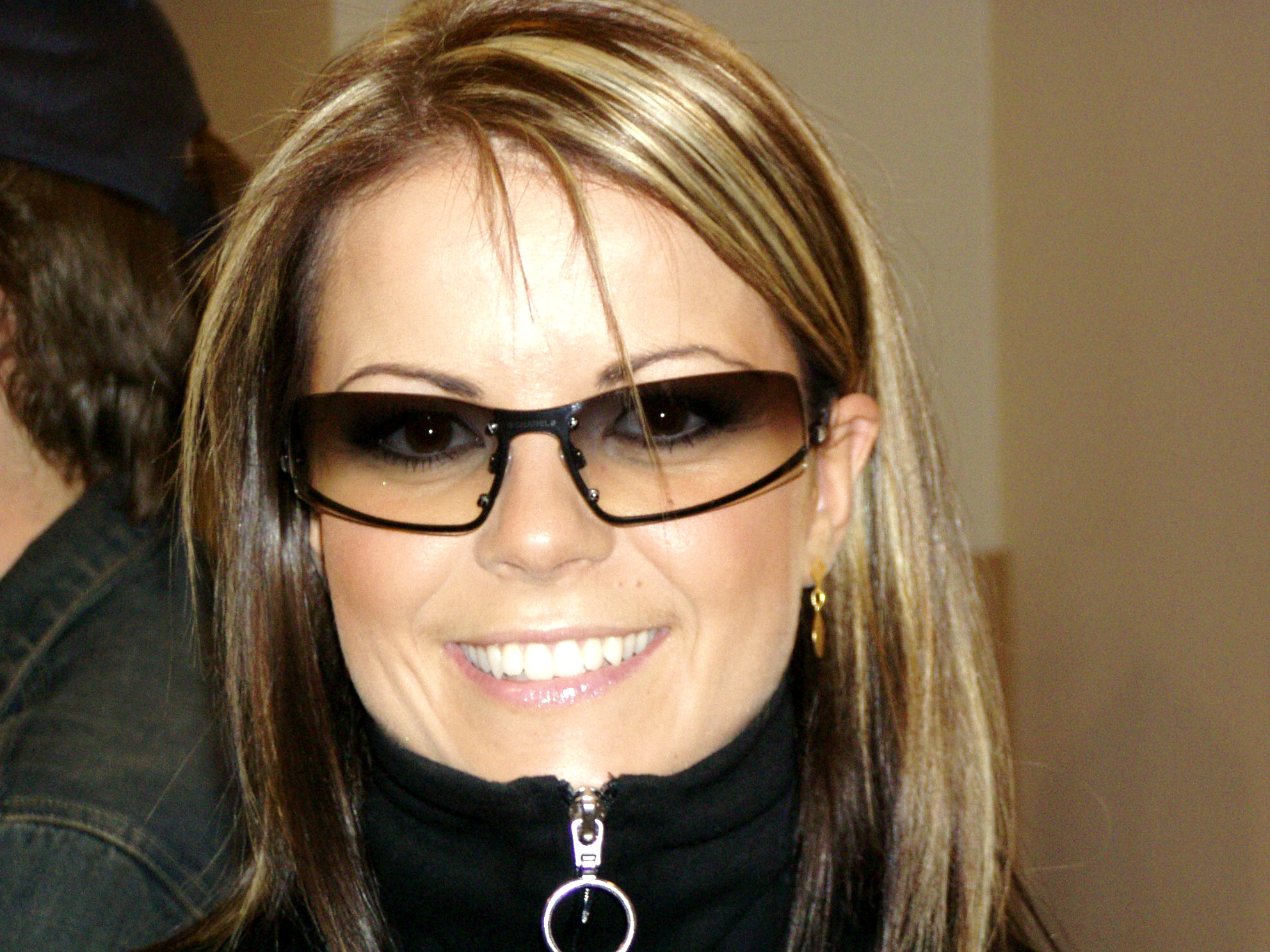
Birgitta Haukdal

Birgitta Haukdal (Húsavík, 28 juli 1979) is een IJslandse zangeres. Het grootste gedeelte van haar leven heeft ze in het noorden van IJsland doorgebracht.

## Levensloop
In november 1999 verving Birgitta de toenmalige leadzangeres van de popgroep Írafár. Ze brachten hun eerste single "Hvar er ég?" (Waar ben ik?) uit in de zomer van 2000, gevolgd door twee andere singles in 2001. De band tekende in 2002 een contract met de grootste platenmaatschappij van IJsland, Skífan. Begin november van dat jaar kwam hun eerste album "Allt sem ég sé" (Alles wat ik zie) uit. Het werd de snelst verkopende plaat van IJsland in 25 jaar. De plaat werd zelfs platina, iets wat niet gebruikelijk is in dat land.
Birgitta werd onder andere gekozen tot Popster en Zangeres van het jaar 2003. Zij schrijft de meeste van haar teksten zelf.

## Songfestival
Haukdal won de nationale finale voor het Eurovisiesongfestival in 2003, Söngvakeppnin, met haar lied "Segðu mér allt". Op het songfestival zelf zong ze het in het Engels als "Open your heart" en werd achtste. In 2006 deed ze opnieuw een gooi naar een Eurovisieticket en bereikte de finale van de IJslandse voorronde, maar uiteindelijk kwam ze er niet aan te pas en haalde ze de top 3 niet.